# Dane De La Rosa
Dane David De La Rosa (né le 1er février 1983 à Torrance, Californie, États-Unis) est un lanceur de relève droitier qui a évolue en Ligue majeure de baseball pour les Rays de Tampa Bay et les Angels de Los Angeles d’Anaheim entre 2011 et 2014.

## Carrière
Dane De La Rosa est sélectionné au 34e tour par les Rangers du Texas en 2001. Puisqu'il ne signe pas avec la franchise, il est de nouveau disponible et est sélectionné dès 2002 au 24e tour par les Yankees de New York. Il joue deux années en ligues mineures dans l'organisation des Yankees avant de se retrouver en 2005 avec un club indépendant dans la Golden Baseball League (en). Après avoir signé un contrat avec les Brewers de Milwaukee de la MLB en 2007, il se rapporte à un de leurs clubs-écoles des ligues de recrues avant de retourner à des clubs indépendants non affiliés aux franchises du baseball majeur de 2007 à 2009.

### Rays de Tampa Bay
Mis sous contrat par les Rays de Tampa Bay le 11 novembre 2009, il s'aligne avec deux de leurs clubs-école en 2010 avant de graduer au niveau Triple-A en 2011 avec les Bulls de Durham de la Ligue internationale.
Dane De La Rosa fait ses débuts dans le baseball majeur avec les Rays de Tampa Bay le 20 juillet 2011 contre les Yankees de New York. Il lance sept parties en relève pour Tampa Bay durant cette saison, sans être impliqué dans une décision. Il enregistre huit retraits sur des prises en sept manches et un tiers au monticule. En 2012, il apparaît dans cinq parties des Rays, lançant cinq manches où il retire cinq frappeurs sur des prises et accorde sept points mérités.

### Angels de Los Angeles
Le 27 mars 2013, les Rays échangent Dane De La Rosa aux Angels de Los Angeles d'Anaheim en retour d'un autre lanceur droitier, Steve Geltz.